# Подгорное (Подгорненский сельский совет)
Подгорное (укр. Підгірне) — село, относится к Тарутинскому району Одесской области Украины.

## Название
Было названо в честь победы рус.-прус.-австр. войск под Кульмом в 1813 году. 
В 1945 году Указом ПВС УССР село Кульм переименовано в Подгорное.

## География
У реки Кушивник, в 100 км к западу от Аккермана. 

## История
Лют. село, осн. в 1815. Основатели – 108 сем. из Польши, Бранденбурга и бессарабских колоний. Лют. приход Тарутино. Церковь. Земли 6359 дес. (1857; 106 двор. и 184 беззем. семьи). Мельница, лавки. Школа (1815). 
Кульм/Kulm (Паульсберг/Paulsberg; также Подгорное, Мадар, Мардарская, Павловская, № 5), до 1917 – Бессарабская губ., Аккерманский/Бендерский у., Малоярославецкий колон. окр.; Кульмская вол..
После 1917 – в сост. Румынии (в настоящее время – с. Подгорное). 

## Население
Жит.: 624 (1818), 770 (1827), 1454 (1859), 2002 (1870), 2202 (1875), 2249 (1886), 1425/1386 нем. (1897), 1326 (1905), 1762/1711 нем. (1939).
Население по переписи 2001 года составляло 1763 человека. 

## Местный совет
68524, Одесская обл., Тарутинский р-н, с. Подгорное, ул. Центральная